# The Gentlemen
The Gentlemen è un film del 2019 scritto e diretto da Guy Ritchie.

## Trama
Big Dave, editore del tabloid Daily Print, dopo essere stato snobbato dal “barone” della cannabis Mickey Pearson ad una festa, assume l’investigatore privato Fletcher per indagare sui legami dello stesso Pearson con Lord Pressfield, un duca reale con una figlia dipendente dall'eroina. Fletcher si offre di vendere le sue scoperte (scritte sotto forma di una sceneggiatura, a cui ha dato il titolo di Bush) al braccio destro di Pearson, Raymond, per 20 milioni di sterline.
Nato in povertà negli Stati Uniti, Pearson ha vinto una borsa di studio per l'Università di Oxford, dove ha iniziato a vendere marijuana ad altri studenti prima di abbandonare gli studi e costruire la sua impresa criminale con la violenza. Ha in programma di vendere i suoi affari al miliardario americano Matthew Berger per 400 milioni di dollari, in modo da poter andare in pensione con sua moglie, Rosalind. Pearson mostra a Berger uno dei laboratori in cui coltiva la sua cannabis, sempre sotto le proprietà terriere di famiglie aristocratiche, che hanno bisogno di denaro per il mantenimento delle loro case signorili. Pearson viene successivamente avvicinato da “Occhio Asciutto", il vice del gangster cinese Lord George. Occhio Asciutto si offre di acquistare gli affari di Pearson, ma lui rifiuta.
Il laboratorio di Pearson viene quindi attaccato da alcuni combattenti di MMA amatoriali e aspiranti YouTuber, un gruppo chiamato "The Toddlers", che neutralizzano le guardie del laboratorio, rubano un furgone di marijuana e caricano online un video rap della loro impresa. L'allenatore dei combattenti, noto solo come Coach, ordina loro di eliminare il video ed è inorridito quando scopre che la cannabis appartiene a Pearson. Pearson inizia a trasferire le sue piante di cannabis fuori dalle tenute. Accetta anche di portare a casa la figlia ribelle di Pressfield, Laura. Raymond recupera Laura da una tenuta comunale dove vive con molti altri tossicodipendenti. Tuttavia, in una rissa con i suoi coinquilini, uno degli uomini di Raymond spinge accidentalmente Aslan, un giovane russo, fuori dalla finestra, uccidendolo. Laura in seguito muore per overdose di eroina. Coach visita Raymond, si scusa per le azioni dei suoi studenti e offre i suoi servizi come penitenza.
Coach cattura Phuc, lo scagnozzo di “Occhio Asciutto” che aveva informato l'equipaggio di Coach sulla posizione del laboratorio, ma Phuc viene accidentalmente ucciso durante un tentativo di fuga fallito, quando salta da un balcone atterrando sui binari e finendo sotto un treno in arrivo. Pearson minaccia Lord George e distrugge uno dei suoi laboratori di eroina per rappresaglia. 
Perciò George rimprovera Occhio Asciutto per la sua insubordinazione nell'attaccare Pearson e nell'offrire di comprarlo, e fa un cenno a uno scagnozzo per ucciderlo, ma l'uomo uccide invece lo stesso George. All'insaputa di Pearson, Occhio Asciutto è infatti in combutta con Berger, che mira a ridurre il prezzo dell'affare. “Occhio Asciutto”, che ha preso il posto di Lord George, cerca di rapire Rosalind, che uccide i due uomini che sono con lui, venendo poi sopraffatta. Nel frattempo Raymond uccide un assassino inviato per uccidere Pearson; i due si precipitano da Rosalind e Pearson uccide “Occhio Asciutto” mentre sta per violentarla. Fletcher termina la sua storia e Raymond gli ordina di lasciare la sua casa.
Con il suo racconto, Fletcher ha confermato i sospetti di Raymond sul legame tra Occhio Asciutto e Berger. Raymond ordina agli studenti di Coach di catturare Big Dave, i quali lo drogano e lo filmano mentre fa sesso con un maiale, minacciando di pubblicare il video online a meno che non lasci la sua indagine. Pearson e Berger si incontrano di nuovo in un impianto di congelamento del pesce, in realtà una copertura per l'operazione di distribuzione europea dell'erba di Pearson. Berger offre a Pearson 130000000 $, ma questi rivela di essere a conoscenza del piano di Berger, gli mostra il corpo congelato di Occhio Asciutto e gli dice che ha deciso di mantenere la sua attività. Pearson fa entrare Berger in un freezer, dove si congelerà a morte a meno che non trasferisca un risarcimento di 270000000 $ e, per l'assalto a Rosalind, tagli "una libbra di carne" dal suo stesso corpo.
Fletcher si presenta nuovamente da Raymond per il suo pagamento, ma Raymond gli rivela che lo stava seguendo da molto tempo. I ragazzi di Coach si sono impossessati delle valigette con le prove fotografiche di Fletcher, dopo che Raymond gli ha messo un localizzatore in una scarpa durante il loro precedente incontro. Fletcher rivela di aver venduto tali informazioni anche al padre di Aslan, un oligarca russo ed ex agente del KGB. 
L'assassino che Raymond aveva ucciso in precedenza nel bar era infatti uno dei russi. Coach, presente all'incontro, uccide due sicari russi inviati per uccidere Raymond, mentre Fletcher fugge approfittando del caos. Pearson viene rapito da altri due russi, ma i Toddlers (volendo liberare il Coach dal suo debito) assurdamente decidono di uccidere il boss e attaccano la macchina in cui si trova, falciando però soltanto i russi seduti nei sedili anteriori. Quando il fumo si dirada, Mickey Pearson è già fuggito. 
Più tardi, Fletcher presenta la storia come un film alla Miramax (nel cui ufficio del direttore si può notare una locandina di un altro film di Ritchie, Operazione U.N.C.L.E.). Dopo l'incontro, egli sale su un taxi dove però scopre che Raymond è l'autista.

## Produzione
Il progetto del film è stato presentato al Festival di Cannes 2018, dove la Miramax ha acquisito i diritti di distribuzione. A ottobre è stato annunciato un cast composto da Matthew McConaughey, Kate Beckinsale, Henry Golding, Charlie Hunnam e Hugh Grant; a novembre si sono uniti anche Jeremy Strong, Jason Wong e Colin Farrell. Michelle Dockery ha poi sostituito il ruolo della Beckinsale, mentre nel dicembre 2018 Lyne Renée si è unita al cast del film.
Le riprese del film, il cui budget è stato di 22 milioni di dollari, sono iniziate a novembre 2018. Le riprese sono avvenute nella West London Film Studios. Il film ha incassato complessivamente 115 milioni di dollari

## Promozione
Il trailer è stato pubblicato il 2 ottobre 2019.

## Distribuzione
È stato presentato al cinema Curzon Mayfair il 3 dicembre 2019 e distribuito nelle sale statunitensi il 24 gennaio 2020 da STX Entertainment, mentre in Italia su Prime Video dal 1º dicembre 2020.

## Spin-off
Nel 2024, Netflix ha prodotto la serie televisiva spin-off, denominata ugualmente The Gentlemen, ideata dallo stesso Ritchie.